# Толпежніков Вілен Федорович
Вілен Федорович Толпежніков (латис. Vilens Tolpežņikovs; 12 липня 1928, Маріуполь — 21 грудня 2008) — латвійський лікар-рентгенолог, депутат З'їзду народних депутатів СРСР (1989) від Латвійської РСР.

## Біографія
Народився 12 липня 1928 року у Маріуполі. Мешкав в Армавірі та Грозному.
У 1953 році закінчив Ризький медичний інститут. З 1953 року працював у Першій Ризькій міській клінічній лікарні (до 1991 року — імені Бурденка) лікарем-рентгенологом, потім завідувачем рентгенологічного кабінету. У 1968 році був виключений з КПРС за критику введення військ країн Варшавського договору в Чехословаччину, оскільки відкрито на партійних зборах називав це окупацією.
У 1989 році обраний депутатом Верховної Ради СРСР. Здобув популярність тим, що 25 травня 1989 року відразу після відкриття першого З'їзду народних депутатів вибіг на трибуну і прокричав у мікрофон: «Перш, ніж ми почнемо своє засідання, я прошу вшанувати пам'ять загиблих у Тбілісі!». Як тільки всі встали, Толпежніков закричав знову: «Депутатський запит — назвати імена тих, хто віддав наказ про побиття мирних демонстрантів у Тбілісі 9 квітня!».
У 1989 році, після повернення з Москви, вступив у партію Рух за національну незалежність Латвії (латис. Latvijas Nacionālās Neatkarības Kustība) — «Рух за національну незалежність Латвії», був активним діячем третьої Атмоди (укр. — Пробудження).
У 1990 році брав участь у виборах до верховної Ради Латвійської Республіки від НФЛ, але невдало.
У 1996 році нагороджений латвійським орденом Трьох Зірок 3-го ступеня.
У жовтні 1996 року Сейм Латвії за пропозицією партії ДННЛ надав Толпежнікову латвійське громадянство за особливі заслуги.
У травні 2000 року у відкритому листі відмовився бути присутнім на урочистому засіданні латвійського Сейму в честь 10-річчя відновлення незалежності. «Немає підстав перешкоджати своєю присутністю вище суспільство, яке за рахунок моєї зарплати і пенсії постійно підвищує собі зарплати і пенсії», — писав Толпежніков у відкритому листі.
У жовтні 2006 року взяв участь у виборах Сейму Латвії від націоналістичної партії «Visu Latvijai!», але партія до парламенту не пройшла.
Жив у селі біля Саласпілса. Був одружений чотири рази. Дружин звали Сілвия, Лівія, Аустра і Зайга. Батько шістьох дітей. Коли народився останній син Яніс, Толпежнікову було 62 роки.
Помер 21 грудня 2008 року.